# 99 Luftballons
«99 Luftballons» (Neunundneunzig Luftballons, en español: ‘99 globos’) es una canción de protesta de 1983 de la banda alemana Nena, publicada en su disco homónimo. La letra es una crítica a la situación política imperante durante la Guerra Fría. Originalmente cantada en idioma alemán, con posterioridad fue traducida al idioma inglés como «99 Red Balloons» (‘99 globos rojos’). Es una de las canciones pop de un cantante alemán con más éxito en el mundo, junto con Forever Young de Alphaville. 
«99 Luftballons» fue el número uno en Alemania Occidental en 1983. En 1984 la versión original en alemán también consiguió llegar al número dos en el Billboard Hot 100 de los Estados Unidos y la versión inglesa llegó a la cima del UK Singles Chart. 

## Historia
Carlo Karges, el guitarrista de la banda Nena, se encontraba en un concierto de los Rolling Stones en Berlin oeste donde vio cómo soltaban unos globos. Al moverse estos hacia el horizonte notó como cambiaba la forma del conjunto y, en lugar de parecer globos, le parecieron una especie de nave espacial, y se preguntó qué pasaría si éstos flotaran más allá del Muro de Berlín hacia el lado oriental. Tras esta experiencia escribió «99 Luftballons».
Tanto la versión alemana como la inglesa cuentan la historia de 99 globos que flotan en el aire. Las fuerzas militares se confunden al detectar los objetos que vuelan, se asustan, sobrerreaccionan y lanzan un ataque nuclear apocalíptico. Uwe Fahrenkrog-Petersen compuso la música. Kevin McAlea escribió la letra de la versión inglesa, titulada «99 Red Balloons» (en un sobre que, asegura, todavía conserva). Esta versión tiene un tono más satírico que la original.
El título original se traduce solo como «99 globos»; el color rojo se añadió en la versión inglesa. Muchos suponen que esto se refiere a la percepción de la «amenaza comunista», a pesar de que esta no aparece en la canción original. O tal vez sustituyeron «luftballons» por «red balloons» solamente para conservar la métrica.

## En la cultura popular
- En el videojuego Grand Theft Auto: Vice City Stories, ambientado en una ficticia Miami de los 80, a modo de guiño hacia esta canción, aparecen repartidos por toda la urbe 99 globos de color rojo que el protagonista Victor Vance puede destruir de uno a uno para obtener armas en los pisos francos del juego.
- Así mismo, esta canción aparece en el videojuego Grand Theft Auto: Vice City, en la emisora ficticia Wave 103.[1]
- La canción tiene una pequeña aparición en el episodio 13 de la tercera temporada de  Gilmore Girls, más específicamente cuando la protagonista Lorelai está esperando para dar a luz a su hija Rory.
- También aparece en el videojuego SingStar '80s de 2005.
- En 1985 el grupo pop Timbiriche realizó una versión en español titulado "Mi globo azul" que está incluido en su sexto LP Timbiriche Rock Show.
- La canción aparece en la película Grosse Pointe Blank (1997).
- Fue una de las canciones incluidas en la Lista de canciones inapropiadas según Clear Channel Communications tras los atentados del 11 de septiembre de 2001.[2]
- La canción es la banda sonora del videojuego Bubble Shooter (2001)
- La canción se usó para la película Watchmen (2009) cuándo Daniel Dreiberg/Búho Nocturno II (Patrick Wilson) y Laurie Juspeczyk/Espectro de Seda II (Malin Akerman) salen a cenar. Está incluida en el álbum recopilatorio de dicha película, Music from the motion picture Watchmen.
- La canción forma parte del songlist oficial del juego Just Dance 2014 (2013).
- La canción se usó en el episodio 1 de la serie televisiva Deutschland 83 (2015).
- La canción se usó para la película Atómica (2017).
- La canción se usó para la película Despicable Me 3 (2017). Además de esta, se incluyeron otros temas ochenteros, como Bad de Michael Jackson.
- La canción se usó para la serie de Netflix "Muñeca Rusa". 2022.